# Teofani

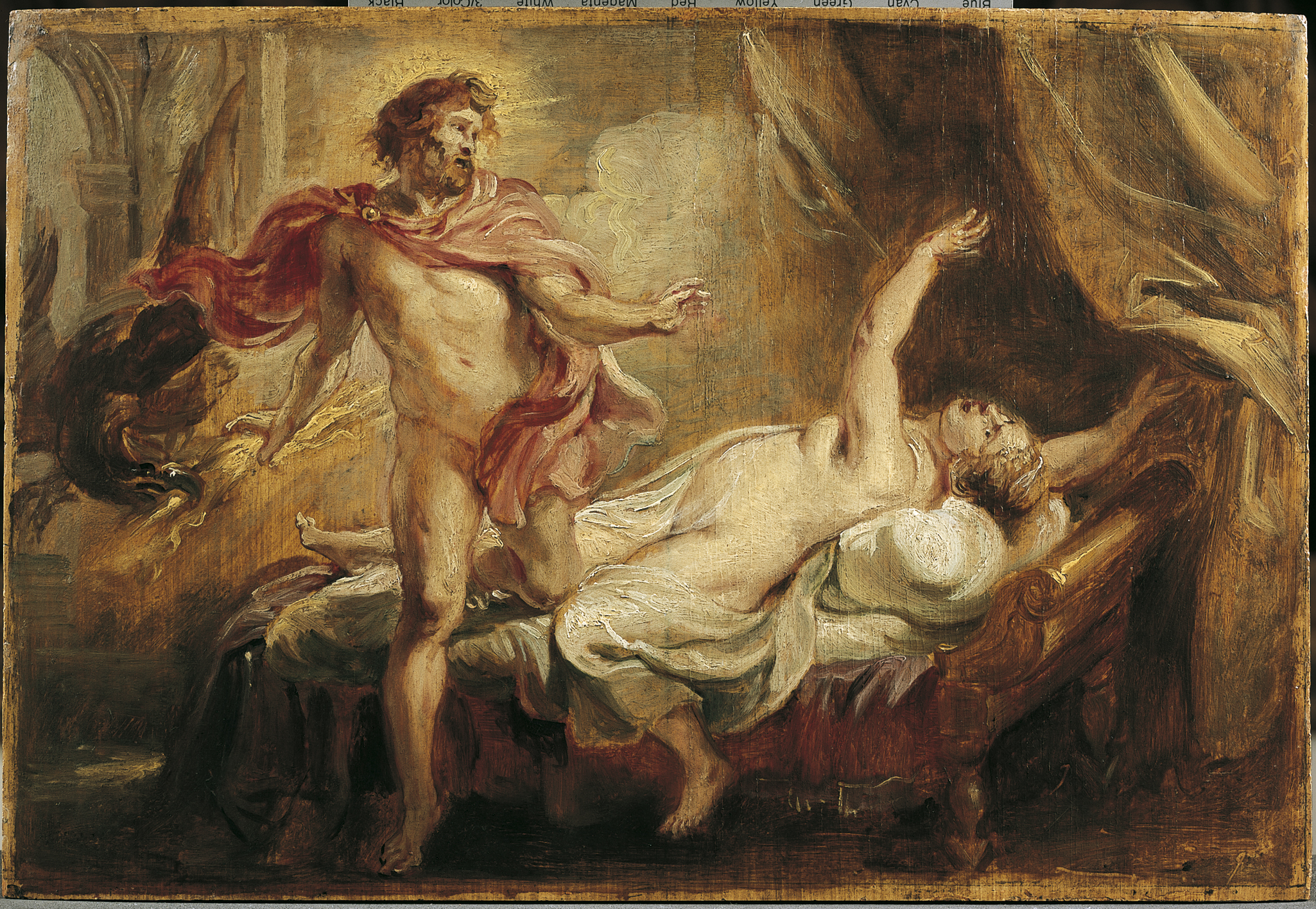
Semeles död, målning av Rubens.

Teofani innebär att Gud, i någon form, kommer till människorna och visar sig; en gudomlig uppenbarelse. Ordet kommer från grekiskans theophaneia, med samma innebörd. I den östortodoxa kyrkan firas teofanifesten till minnet av Jesu födelse den 6 januari (19 januari med gregorianska kalendern).
Tron på teofani förekom redan under antiken, vilket Gilgamesheposet och Iliaden bekräftar och beskriver. Ett välkänt exempel från den grekiska mytologin, är när Zeus uppenbarar sig för Semele, och hon därför bränns till döds av flammorna från hans mäktighet.
För judendomen och kristendomen avser teofani sådan visuell Gudsuppenbarelse som omtalas i Gamla testamentet, där Gud framställs personifierad. I Moseböckerna föregås Gudsuppenbarelsen ofta av ett möte med en ängel. Begreppet teofani har i kristendomen även kommit att avse inkarnationen av Jesus.
Tron på teofani förekommer i flera andra religioner.